# Lista över Europamästare i ishockey
Nedan en lista över spelare som vunnit Europamästerskapen i ishockey för herrar samt för damer.

## Damer

### Finland
- 1989
  - Spelare: Kati Ahonen, Sari Fisk, Anne Haanpää, Päivi Halonen, Marianne Ihalainen, Johanna Ikonen, Katri Javanainen, Liisa Karikoski, Sari Krooks, Katri Luomajoki, Riikka Nieminen, Maria Novitsky, Jaana Peltonen, Jaana Rautavuoma, Tiia Reima, Ulla Saarikko, Liisa-Maria Sneck, Marianne Sulen
  - Tränare: Esko Peltonen[1]
- 1991
  - Spelare: Kati Ahonen, Sari Fisk, Anne Haanpää, Päivi Halonen, Kirsi Hirvonen, Minna Honkanen, Marianne Ihalainen, Johanna Ikonen, Katri Javanainen, Taina Kiljunen, Sari Krooks, Katja Lavonius, Marika Lehtimäki, Katri-Helena Luomajoki, Katri Niemelä, Anne Nurmi, Leena Pajunen, Susan Reima, Tiia Reima, Liisa-Maria Sneck
  - Tränare: Jouko Öystilä[2]
- 1993
  - Spelare: Kati Ahonen, Sari Fisk, Anne Haanpää, Päivi Halonen, Kirsi Hänninen, Kirsi Hirvonen, Satu Huotari, Marianne Ihalainen, Johanna Ikonen, Liisa Karikoski, Taina Kiljunen, Katja Lavonius, Marika Lehtimäki, Riikka Nieminen, Tiina Pihala, Tuula Puputti, Susan Reima, Tiia Reima, Liisa-Maria Sneck, Hanna Teerijoki, Petra Vaarakallio
  - Tränare: Jouko Öystilä[3]
- 1995
  - Spelare: Anna Aaltomaa, Kati Ahonen, Sari Fisk, Anne Haanpää, Päivi Halonen, Kirsi Hänninen, Satu Huotari, Marianne Ihalainen, Sanna Kanerva, Kati Kovalainen, Sari Krooks, Marika Lehtimäki, Katja Lehto, Katri-Helena Luomajoki, Rose Matilainen, Riikka Nieminen, Tuula Puputti, Tiia Reima, Nina Siren, Petra Vaarakallio,
  - Tränare: Jorma Valtonen[4]

### Sverige
- 1996
  - Målvakter: Annica Åhlén, Charlotte Götesson;
  - Backar: Ann-Britt Nordkvist, Ann-Sofie Gustafsson, Gunilla Andersson, Marita Johansson, Minna Dunder, Pernilla Burholm, Pia Morelius, Åsa Lidström;
  - Forwards: Ann-Louise Edstrand, Anne Ferm, Camilla Kempe, Erika Holst, Joa Elfsberg, Lotta Almblad, Maria Rooth, Susanne Ceder, Tina Månsson, Åsa Elfving;
  - Tränare: Christian Yngve[5]

## Herrar

### Belgien
- 1913
  - Freddy Charlier, Ferdinand de Blommaert, Maurice Deprez, Paul Goeminne, Jean Maurice Goossens, Henri van de Bulcke, François Vergult.[6]

### Böhmen
- 1911[a]
  - Spelare: Jan Fleischmann, Miloslav Fleischmann, Jan Hamáček, Jaroslav Jarkovský, Jaroslav Jirkovský, Jan Palouš, Josef Rublič, Josef Šroubek, Otakar Vindyš.
  - Tränare: Josef Laufer, Emil Procházka[8]
- 1914
  - Jan Fleischmann, Jaroslav Jirkovský, Josef Loos, Jan Palouš, Josef Páral, Karel Pešek-Káďa, Václav Pondělíček, František Rublič, Karel Wälzer.[9]

### Frankrike
- 1924
  - André Charlet, Pierre Charpentier, Raoul Couvert, Albert de Rauch, Robert George, Hubert Grunwald, Albert Hassler, Joseph Monnard, Léonhard Quaglia.[10]

### Schweiz
- 1926
  - Munrezzan Andreossi, Jaques Besson, Louis Dufour, Charles Fasel, Albert Geromini, Friedrich Kraatz, Adolf Martignoni, Heinrich Meng, Anton Morosani, Peter Müller, Guido Penchi, Alexander Spengler.[11]
- 1935
  - Christian Badrutt, Ferdinand Cattini, Hans Cattini, Otto Heller, Arnold Hirtz, Ernst Hug, Charles Kessler, Herbert Kessler, Albert Künzler, Paul Müller, Thomas Pleisch, Oscar Schmidt, Richard Torriani;
  - Tränare: Charles Fasel[12]
- 1939
  - Spelare: Christian Badrutt, Ferdinand Cattini, Hans Cattini, Reto Delnon, Alberto Geromini, Franz Geromini, Charles Kessler, Herbert Kessler, Albert Künzler, Heinrich Lohrer, Rudolf Mathys, Hugo Müller, Beat Rüedi, Richard Torriani, Hans Trauffer;[13]
  - Tränare: Ulrich von Sury[14]
- 1950
  - Spelare: Hans Bänninger, Alfred Bieler, Heinrich Boller, Othmar Delnon, Reto Delnon, Walter Dürst, Émile Golaz, Emil Handschin, Werner Härter, Hans Heierling, Wilhelm Pfister, Gebhard Poltera, Ulrich Poltera, Martin Riesen, Silvio Rossi, Alfred Streun, Hans-Martin Trepp;
  - Tränare: Riccardo Torriani[15]

### Sovjetunionen
- 1954
  - Spelare: Jevgenij Babitj, Vsevolod Bobrov, Michail Bytjkov, Aleksej Gurysjev, Nikolaj Chlystov, Aleksandr Komarov, Jurij Krylov, Alfred Kutjevskij, Valentin Kuzin, Grigorij Mkrtytjan, Nikolaj Putjkov, Viktor Sjuvalov, Genrich Sidorenkov, Dmitrij Ukolov, Aleksandr Uvarov, Aleksandr Vinogradov, Pavel Zjiburtovitj;
  - Tränare: Arkadij Tjernysjov.[16]
- 1955
  - Spelare: Jevgenij Babitj, Vsevolod Bobrov, Michail Bytjkov, Aleksej Gurysjev, Nikolaj Chlystov, Aleksandr Komarov, Jurij Krylov, Alfred Kutjevskij, Valentin Kuzin, Grigorij Mkrtytjan, Nikolaj Putjkov, Viktor Sjuvalov, Nikolaj Sologubov, Ivan Tregubov, Dmitrij Ukolov, Aleksandr Uvarov, Pavel Zjiburtovitj;
  - Tränare: Arkadij Tjernysjov.[17]
- 1956
  - Spelare: Jevgenij Babitj, Vsevolod Bobrov, Aleksej Gurysjev, Nikolaj Chlystov, Jurij Krylov, Alfred Kutjevskij, Valentin Kuzin, Grigorij Mkrtytjan, Viktor Nikiforov, Jurij Pantjuchov, Nikolaj Putjkov, Viktor Sjuvalov, Genrich Sidorenkov, Nikolaj Sologubov, Ivan Tregubov, Dmitrij Ukolov, Aleksandr Uvarov;
  - Tränare: Arkadij Tjernysjov.[18]
- 1958
  - Spelare: Veniamin Aleksandrov, Valentin Bystrov, Aleksandr Tjerepanov, Vladimir Jelizarov, Jevgenij Jurkin, Aleksej Gurysjev, Nikolaj Chlystov, Jurij Kopylov, Jurij Krylov, Alfred Kutjevskij, Konstantin Loktev, Jurij Pantjuchov, Nikolaj Putjkov, Genrich Sidorenkov, Nikolaj Sologubov, Ivan Tregubov, Dmitrij Ukolov;
  - Tränare: Anatolij Tarasov[19]
- 1959
  - Spelare: Veniamin Aleksandrov, Jurij Baulin, Igor Dekonskij, Jevgenij Grosjev, Aleksej Gurysjev, Jurij Krylov, Konstantin Loktev, Jurij Pantjuchov, Viktor Prjazjnikov, Nikolaj Putjkov, Genrich Sidorenkov, Nikolaj Snetkov, Nikolaj Putjkov, Nikolaj Sologubov, Dmitrij Ukolov, Viktor Jakusjev, Jevgenij Jurkin;
  - Tränare: Anatolij Tarasov[20]
- 1960
  - Spelare: Veniamin Aleksandrov, Aleksandr Almetov, Jurij Baulin, Michail Bytjkov, Vladimir Grebennikov, Jevgenij Grosjev, Nikolaj Karpov, Alfred Kutjevskij, Konstantin Loktev, Stanislav Petuchov, Viktor Prjazjnikov, Nikolaj Putjkov, Genrich Sidorenkov, Nikolaj Sologubov, Jurij Tsitsinov, Viktor Jakusjev, Jevgenij Jurkin;
  - Tränare: Anatolij Tarasov[21]
- 1963
  - Spelare: Veniamin Aleksandrov, Aleksandr Almetov, Vitalij Davydov, Eduard Ivanov, Viktor Konovalenko, Viktor Kuzkin, Boris Majorov, Jevgenij Majorov, Jurij Paramosjkin, Stanislav Petuchov, Aleksandr Ragulin, Nikolaj Sologubov, Vjatjeslav Starsjinov, Jurij Volkov, Viktor Jakusjev, Vladimir Jurzinov, Boris Zajtsev;
  - Tränare: Arkadij Tjernysjov, Anatolij Tarasov[22]
- 1964
  - Spelare: Veniamin Aleksandrov, Aleksandr Almetov, Vitalij Davydov, Anatolij Firsov, Eduard Ivanov, Viktor Konovalenko, Viktor Kuzkin, Konstantin Loktev, Boris Majorov, Jevgenij Majorov, Stanislav Petuchov, Aleksandr Ragulin, Vjatjeslav Starsjinov, Leonid Volkov, Viktor Jakusjev, Boris Zajtsev, Oleg Zajtsev;
  - Tränare: Arkadij Tjernysjov
- 1965
  - Spelare: Veniamin Aleksandrov, Aleksandr Almetov, Vladimir Brezjnev, Vitalij Davydov, Anatolij Firsov, Anatolij Ionov, Eduard Ivanov, Viktor Konovalenko, Viktor Kuzkin, Konstantin Loktev, Boris Majorov, Aleksandr Ragulin, Vjatjeslav Starsjinov, Leonid Volkov, Jurij Volkov, Viktor Jakusjev, Viktor Zinger;
  - Tränare: Arkadij Tjernysjov, Anatolij Tarasov[23]
- 1966
  - Spelare: Veniamin Aleksandrov, Aleksandr Almetov, Vladimir Brezjnev, Vitalij Davydov, Anatolij Firsov, Anatolij Ionov, Viktor Konovalenko, Viktor Kuzkin, Konstantin Loktev, Boris Majorov, Viktor Polupanov, Aleksandr Ragulin, Vjatjeslav Starsjinov, Vladimir Vikulov, Viktor Jakusjev, Oleg Zajtsev, Viktor Zinger;
  - Tränare: Arkadij Tjernysjov, Anatolij Tarasov[24]
- 1967
  - Spelare: Veniamin Aleksandrov, Aleksandr Almetov, Vitalij Davydov, Anatolij Firsov, Eduard Ivanov, Viktor Konovalenko, Viktor Kuzkin, Boris Majorov, Valerij Nikitin, Viktor Polupanov, Aleksandr Ragulin, Vjatjeslav Starsjinov, Vladimir Vikulov, Aleksandr Jakusjev, Viktor Jakusjev, Viktor Jaroslavtsev, Oleg Zajtsev, Viktor Zinger;
  - Tränare: Arkadij Tjernysjov, Anatolij Tarasov[25]
- 1968
  - Spelare: Veniamin Aleksandrov, Aleksandr Almetov, Vitalij Davydov, Anatolij Firsov, Eduard Ivanov, Viktor Konovalenko, Viktor Kuzkin, Boris Majorov, Valerij Nikitin, Viktor Polupanov, Aleksandr Ragulin, Vjatjeslav Starsjinov, Vladimir Vikulov, Aleksandr Jakusjev, Viktor Jakusjev, Viktor Jaroslavtsev, Oleg Zajtsev, Viktor Zinger;
  - Tränare: Arkadij Tjernysjov, Anatolij Tarasov[26]
- 1968
  - Spelare: Veniamin Aleksandrov, Viktor Blinov, Vitalij Davydov, Anatolij Firsov, Anatolij Ionov, Viktor Konovalenko, Viktor Kuzkin, Boris Majorov, Jevgenij Misjakov, Jurij Moiseev, Viktor Polupanov, Aleksandr Ragulin, Igor Romisjevskij, Vjatjeslav Starsjinov, Vladimir Vikulov, Oleg Zajtsev, Jevgenij Zimin, Viktor Zinger;
  - Tränare: Arkadij Tjernysjov, Anatolij Tarasov[27]
- 1969
  - Spelare: Vitalij Davydov, Anatolij Firsov, Valerij Charlamov, Viktor Kuzkin, Vladimir Luttjenko, Aleksandr Maltsev, Boris Michajlov, Jevgenij Misjakov, Jevgenij Paladjev, Vladimir Petrov, Viktor Putjkov, Aleksandr Ragulin, Igor Romisjevskij, Vjatjeslav Starsjinov, Vladimir Vikulov, Aleksandr Jakusjev, Vladimir Jurzinov, Jevgenij Zimin;
  - Tränare: Arkadij Tjernysjov, Anatolij Tarasov[28]
- 1970
  - Spelare: Vitalij Davydov, Anatolij Firsov, Valerij Charlamov, Viktor Konovalenko, Vladimir Luttjenko, Aleksandr Maltsev, Boris Michajlov, Jevgenij Misjakov, Valerij Nikitin, Jevgenij Paladjev, Vladimir Petrov, Viktor Polupanov, Aleksandr Ragulin, Igor Romisjevskij, Vladimir Sjadrin, Vjatjeslav Starsjinov, Vladislav Tretiak, Valerij Vasiljev, Vladimir Vikulov, Aleksandr Jakusjev;
  - Tränare: Arkadij Tjernysjov, Anatolij Tarasov[29]
- 1973
  - Spelare: Vjatjeslav Anisin, Aleksandr Bodunov, Aleksandr Gusev, Valerij Charlamov, Jurij Lebedev, Jurij Ljapkin, Vladimir Lutjenko, Aleksandr Maltsev, Aleksandr Martynjuk, Boris Michajlov, Jevgenij Paladjev, Vladimir Petrov, Aleksandr Ragulin, Vladimir Sjadrin, Aleksandr Sidelnikov, Vladislav Tretiak, Gennadij Tsygankov, Valerij Vasiljev, Aleksandr Voltjkov, Aleksandr Jakusjev;
  - Tränare: Vsevolod Bobrov[30]
- 1974
  - Spelare: Vjatjeslav Anisin, Aleksandr Bodunov, Aleksandr Gusev, Sergej Kapustin, Valerij Charlamov, Viktor Kuznetsov, Jurij Lebedev, Vladimir Luttjenko, Jurij Ljapkin, Aleksandr Maltsev, Boris Michajlov, Vladimir Petrov, Vladimir Repnjov, Vladimir Sjadrin, Jurij Sjatalov, Aleksandr Sidelnikov, Vladislav Tretiak, Gennadij Tsygankov, Valerij Vasiljev, Aleksandr Jakusjev;
  - Tränare: Vsevolod Bobrov[31]
- 1975
  - Spelare: Vjatjeslav Anisin, Aleksandr Filippov, Jurij Fjodorov, Sergej Kapustin, Valerij Charlamov, Viktor Krivolapov, Jurij Lebedev, Vladimir Luttjenko, Jurij Ljapkin, Aleksandr Maltsev, Boris Michajlov, Vladimir Petrov, Vladimir Sjadrin, Viktor Sjalimov, Vladislav Tretiak, Gennadij Tsygankov, Jurij Tjurin, Valerij Vasiljev, Vladimir Vikulov, Aleksandr Jakusjev;
  - Tränare: Boris Kulagin[32]
- 1978
  - Spelare: Helmuts Balderis, Zinetula Biljaletdinov, Vjatjeslav Fetisov, Jurij Fjodorov, Aleksandr Golikov, Vladimir Golikov, Sergej Kapustin, Valerij Charlamov, Jurij Lebedev, Vladimir Luttjenko, Sergej Makarov, Aleksandr Maltsev, Boris Michajlov, Aleksandr Pasjkov, Vasilij Pervuchin, Vladimir Petrov, Vladislav Tretiak, Gennadij Tsygankov, Valerij Vasiljev, Viktor Zjluktov;
  - Tränare: Viktor Tichonov[33]
- 1979
  - Spelare: Sergej Babinov, Helmuts Balderis, Zinetula Biljaletdinov, Irek Gimajev, Aleksandr Golikov, Vladimir Golikov, Sergej Kapustin, Valerij Charlamov, Jurij Lebedev, Vladimir Luttjenko, Sergej Makarov, Boris Michajlov, Vladimir Mysjkin, Vasilij Pervuchin, Vladimir Petrov, Aleksandr Skvortsov, Sergej Starikov, Vladislav Tretiak, Gennadij Tsygankov, Valerij Vasiljev, Aleksandr Jakusjev, Viktor Zjluktov;
  - Tränare: Viktor Tichonov[34]
- 1981
  - Spelare: Sergej Babinov, Zinetula Biljaletdinov, Nikolaj Drozdetskij, Vjatjeslav Fetisov, Vladimir Golikov, Sergej Kapustin, Aleksej Kasatonov, Andrej Chomutov, Vladimir Krutov, Jurij Lebedev, Nikolaj Makarov, Sergej Makarov, Aleksandr Maltsev, Vladimir Mysjkin, Vasilij Pervuchin, Vladimir Petrov, Viktor Sjalimov, Sergej Sjepelev, Aleksandr Skvortsov, Vladislav Tretiak, Valerij Vasiljev, Viktor Zjluktov;
  - Tränare: Viktor Tichonov[35]
- 1982
  - Spelare: Sergej Babinov, Zinetula Biljaletdinov, Nikolaj Drozdetskij, Vjatjeslav Fetisov, Irek Gimajev, Vladimir Golikov, Sergej Kapustin, Aleksej Kasatonov, Andrej Chomutov, Aleksandr Kozjevnikov, Vladimir Krutov, Igor Larionov, Sergej Makarov, Vladimir Mysjkin, Vasilij Pervuchin, Viktor Sjalimov, Sergej Sjepelev, Vladislav Tretiak, Viktor Tjumenev, Valerij Vasiljev, Viktor Zjluktov, Vladimir Zubkov;
  - Tränare: Viktor Tichonov[36]
- 1983
  - Spelare: Sergej Babinov, Helmuts Balderis, Zinetula Biljaletdinov, Vjatjeslav Bykov, Vjatjeslav Fetisov, Irek Gimaev, Sergej Kapustin, Aleksej Kasatonov, Andrej Chomutov, Vladimir Krutov, Igor Larionov, Sergej Makarov, Aleksandr Maltsev, Vladimir Mysjkin, Vasilij Pervuchin, Sergej Sjepelev, Aleksandr Skvortsov, Sergej Starikov, Vladislav Tretiak, Michail Vasiljev, Viktor Zjluktov, Vladimir Zubkov;
  - Tränare: Viktor Tichonov[37]
- 1985
  - Spelare: Zinetula Biljaletdinov, Vjatjeslav Bykov, Nikolaj Drozdetskij, Vjatjeslav Fetisov, Irek Gimajev, Aleksej Gusarov, Aleksej Kasatonov, Andrej Chomutov, Vladimir Kovin, Vladimir Krutov, Igor Larionov, Sergej Makarov, Sergej Mylnikov, Vladimir Mysjkin, Vasilij Pervuchin, Aleksandr Skvortsov, Sergej Starikov, Sergej Svetlov, Viktor Tjumenev, Michail Vasiljev, Sergej Jasjin;
  - Tränare: Viktor Tichonov[38]
- 1986
  - Spelare: Sergej Agejkin, Jevgenij Belosjejkin, Zinetula Biljaletdinov, Vjatjeslav Bykov, Vjatjeslav Fetisov, Aleksej Gusarov, Valerij Kamenskij, Aleksej Kasatonov, Jurij Chmyljov, Andrej Chomutov, Vladimir Konstantinov, Vladimir Krutov, Igor Larionov, Sergej Makarov, Sergej Mylnikov, Vasilij Pervuchin, Sergej Starikov, Igor Stelnov, Sergej Svetlov, Viktor Tjumenev, Michail Vasiljev, Sergej Jasjin;
  - Tränare: Viktor Tichonov[39]
- 1987
  - Spelare: Jevgenij Belosjejkin, Zinetula Biljaletdinov, Vjatjeslav Bykov, Vjatjeslav Fetisov, Aleksej Gusarov, Valerij Kamenskij, Aleksej Kasatonov, Jurij Chmyljov, Andrej Chomutov, Vladimir Krutov, Igor Larionov, Sergej Makarov, Sergej Mylnikov, Vasilij Pervuchin, Sergej Prjachin, Vitālijs Samoilovs, Aleksandr Semak, Anatolij Semjonov, Sergej Starikov, Igor Stelnov, Sergej Svetlov, Michail Varnakov, Michail Vasiljev;
  - Tränare: Viktor Tichonov[40]
- 1989
  - Spelare: Ilya Byakin, Vjatjeslav Bykov, Aleksandr Tjornych, Vjatjeslav Fetisov, Sergej Fjodorov, Aleksej Gusarov, Artūrs Irbe, Valerij Kamenskij, Aleksej Kasatonov, Svjatoslav Chalizov, Jurij Chmyljov, Andrej Chomutov, Vladimir Konstantinov, Vladimir Krutov, Dmitrij Kvartalnov, Igor Larionov, Sergej Makarov, Aleksandr Mogilnyj, Sergej Mylnikov, Vladimir Mysjkin, Sergej Nemtjinov, Valerij Sjirjaev, Sergej Jasjin;
  - Tränare: Viktor Tichonov[41]
- 1991
  - Spelare: Ilya Byakin, Pavel Bure, Vjatjeslav Butsaev, Vjatjeslav Bykov, Vjatjeslav Fetisov, Aleksej Gusarov, Valerij Kamenskij, Aleksej Kasatonov, Vladimir Konstantinov, Vjatjeslav Kozlov, Igor Kravtjuk, Dmitrij Kvartalnov, Andrej Lomakin, Sergej Makarov, Vladimir Malachov, Alexej Martin, Dimitrij Mironov, Vladimir Mysjkin, Sergej Nemtjinov, Aleksandr Semak, Andrej Trefilov, Aleksej Zjamnov, Valerij Zelepukin;
  - Tränare: Viktor Tichonov[42]

### Storbritannien
- 1910[b]
  - Bevan Cox, Sydney Cox, Harold Duden, Robert Le Cron, Albert Macklin, Bethune Patton, Thomas Sopwith, Hugo Stoner.[45]
- 1936
  - Spelare: Alex Archer, Jimmy Borland, Edgar Brenchley, Jimmy Chappell, Arthur Child, Johnny Coward, Gordon Dailley, Gerry Davey, Carl Erhardt, Jimmy Foster, Jack Kilpatrick, Archibald Stinchcombe, Bob Wyman;
  - Tränare: Percy Nicklin[46]
- 1937
  - Spelare: Jimmy Anderson, Alex Archer, Edgar Brenchley, Jimmy Chappell, John Coward, Gordon Dailley, Gerry Davey, Carl Erhardt, Jimmy Foster, Jimmy Kelly, Paul McPhail, Norman McQuade, Ronnie Milne, Archibald Stinchombe;
  - Tränare: Percy Nicklin[47]
- 1938
  - Spelare: Alex Archer, Jimmy Chappell, Gordon Dailley, Gerry Davey, Jimmy Foster, Pete Halford, Jimmy Kelly, Norman McQuade, Reg Merrifield, Art Ridley, Archibald Stinchcombe, Ronnie Wilson, Pete Woozley, Bob Wyman;
  - Tränare: Percy Nicklin[48]

### Sverige
- 1921
  - Målvakt: Sven Säfwenberg;
  - Backar: Einar Lindqvist, Einar "Knatten" Lundell;
  - Forwards: Erik "Erik Aber" Abrahamsson, Wilhelm Arwe, Erik ”Jerka” Burman, Gunnar Galin, Georg Johansson-Brandius, Einar "Stor-Klas" Svensson, Louis Woodzack[49]

- 1923
  - Målvakt: Albin Jansson;
  - Backar: Gustaf "Lulle" Johansson, Einar "Knatten" Lundell;
  - Forwards: Karl Björklund, Birger Holmqvist, Nils Molander, Einar "Stor-Klas" Svensson, Torsten Tegnér[49]

- 1928
  - Målvakter: Nils "Björnungen" Johansson, Kurt Sucksdorff;
  - Backar: Carl "Calle Aber" Abrahamsson, Henry Johansson, Ernst Karlberg, Bertil Linde;
  - Forwards: Emil Bergman, Birger Holmqvist, Gustaf "Lulle" Johansson, Erik "Burret" Larsson, Wilhelm Petersén, Sigfrid Öberg.[49]
  - Tränare: Viking Harbom[50]

- 1932
  - Målvakter: Herman Carlsson, Gösta Karlsson;
  - Backar: Carl "Calle Aber" Abrahamsson, Erik Lindgren;
  - Forwards: Karl-Erik Fürst, Gustaf "Lulle" Johansson, Erik Larsson, Bertil Lundell, John Nilsson, Erik "Lillis" Persson, Wilhelm Petersén, Sigfrid Öberg.[49]
  - Tränare: Viking Harbom[51]

- 1951
  - Målvakter: Arne Johansson, Lars Svensson;
  - Backar: Åke Andersson, Rune Johansson, Åke Lassas, Börje Löfgren, Sven Thunman;
  - Forwards: Hans Tvilling, Stig Tvilling, Stig "Stickan" Carlsson, Rolf Eriksson-Hemlin, Erik Johansson, Gösta "Lill-Lulle" Johansson, Sven "Tumba" Johansson, Yngve Karlsson, Bengt Larsson, Lars Pettersson
  - Tränare: Folke Jansson[49]

- 1952
  - Målvakter: Thord Flodqvist, Lars Svensson;;
  - Backar: Göte Almqvist, Åke Andersson, Lasse Björn, Rune Johansson, Sven Thunman;
  - Forwards: Hans Tvilling, Stig Tvilling, Göte "Vicke Hallon" Blomqvist, Erik Johansson, Gösta "Lill-Lulle" Johansson, Sven "Tumba" Johansson, Åke Lassas, Holger Nurmela, Lars Pettersson, Hans Öberg
  - Tränare: Folke Jansson[49]

- 1953
  - Målvakter: Thord Flodqvist, Hans Isaksson;
  - Backar: Göte Almqvist, Åke Andersson, Lasse Björn, Rune Johansson, Sven Thunman;
  - Forwards: Hans Tvilling, Stig Tvilling, Göte "Vicke Hallon" Blomqvist, Sigurd Bröms, Stig "Stickan" Carlsson, Erik Johansson, Gösta "Lill-Lulle" Johansson, Sven "Tumba" Johansson, Rolf Pettersson, Hans Öberg
  - Tränare: Folke Jansson[49]

- 1957
  - Målvakter: Yngve Casslind, Thord Flodqvist;
  - Backar: Lasse Björn, Vilgot Larsson, Roland Stoltz, Hans Svedberg;
  - Forwards: Anders "Acka" Andersson, Sigurd Bröms, Hans Eriksson, Sven "Tumba" Johansson, Eje Lindström, Lars-Eric Lundvall, Eilert Määttä, Nils Nilsson, Ronald Pettersson, Valter Åhlén, Hans Öberg
  - Tränare: Folke Jansson[49]

- 1962
  - Målvakter: Lennart Häggroth, Kjell Svensson;
  - Backar: Gert Blomé, Nils "Nicke" Johansson, Bertil Karlsson, Bert-Ola Nordlander, Roland Stoltz;
  - Forwards: Anders "Acka" Andersson, Leif Andersson, Per-Olov Härdin, Sven "Tumba" Johansson, Lars-Eric Lundvall, Eilert Määttä, Nils Nilsson, Ronald Pettersson, Ulf Sterner, Uno Öhrlund
  - Tränare: Arne Strömberg[49]

- 1990
  - Målvakter: Fredrik Andersson, Rolf Ridderwall, Peter Åslin;
  - Backar: Peter Andersson, Pär Djoos, Anders Eldebrink, Thomas Eriksson, Tomas Jonsson, Tommy Samuelsson, Ulf Samuelsson;
  - Forwards: Anders "Masken" Carlsson, Per-Erik Eklund, Patrik Erickson, Johan Garpenlöv, Anders Huss, Mikael Johansson, Håkan Loob, Kent Nilsson, Magnus Roupé, Thomas Rundqvist, Johan Strömwall, Mats Sundin, Magnus Svensson
  - Tränare: Tommy Sandlin[49]

### Tjeckoslovakien
- 1922
  - Miloslav Fleischmann, Jan Hamáček, Karel Hartmann, Jaroslav Jirkovský, Vilém Loos, Josef Maleček, Karel Pešek-Káďa, Jaroslav Pospíšil, Jaroslav Řezáč, Josef Šroubek, Otakar Vindyš.[52]
- 1925
  - Jan Hamáček, Jaroslav Jirkovský, Karel Koželuh, Vilém Loos, František Lorenc, Josef Maleček, Jan Peka, Karel Pešek-Káďa, Jaroslav Pušbauer, Jaroslav Stránský, Josef Šroubek, Otakar Vindyš.[53]
- 1929
  - Wolfgang Dorasil, Wilhelm Heinz, Karel Hromádka, Johann Lichnowski, Josef Maleček, Jan Mattern, Jan Peka, Jaroslav Pušbauer, Jaroslav Řezáč, Bohumil Steigenhöfer, Josef Šroubek, Jiří Tožička.[54]
- 1933
  - Alois Cetkovský, Wolfgang Dorasil, Karel Hromádka, Oldřich Kučera, Josef Maleček, Jan Mattern, Jan Michálek, Jan Peka, Zbyněk Petrs, Jaroslav Pušbauer, Tomáš Švihovec, Jiří Tožička, Jan Vorel.[55]
- 1947
  - Spelare: Vladimír Bouzek, Jaroslav Drobný, Zdeněk Jarkovský, Stanislav Konopásek, Josef Kus, Bohumil Modrý, František Pácalt, Miloslav Pokorný, Václav Roziňák, Miroslav Sláma, Karel Stibor, Vilibald Šťovík, Ladislav Troják, Josef Trousílek, Vladimír Zábrodský;
  - Tränare: Mike Buckna[56]
- 1948
  - Spelare: Vladimír Bouzek, Augustin Bubník, Jaroslav Drobný, Přemysl Hainý, Zdeněk Jarkovský, Vladimír Kobranov, Stanislav Konopásek, Bohumil Modrý, Miloslav Pokorný, Václav Roziňák, Miroslav Sláma, Karel Stibor, Vilibald Šťovík, Ladislav Troják, Josef Trousílek, Oldřich Zábrodský, Vladimír Zábrodský;
  - Tränare: Mike Buckna[57]
- 1949
  - Spelare: Vladimír Bouzek, Augustin Bubník, Miloslav Charouzd, Přemysl Hainý, Josef Jirka, Vladimír Kobranov, Stanislav Konopásek, Jiří Macelis, Zdeněk Marek, František Mizera, Bohumil Modrý, Oldřich Němec, Čeněk Pícha, Václav Roziňák, Josef Trousílek, František Vacovský, Vladimír Zábrodský;
  - Tränare: Antonín Vodička[58]
- 1961
  - Spelare: Vlastimil Bubník, Luděk Bukač, Jaromír Bünter, Josef Černý, Jiří Dolana, František Gregor, Jan Kasper, Zdeněk Kepák, Josef Mikoláš, Vladimír Nadrchal, Václav Pantůček, Rudolf Potsch, Bohumil Prošek, Ján Starší, Stanislav Sventek, František Vaněk, Miroslav Vlach;
  - Tränare: Zdeněk Andršt, Vladimír Kostka[59]
- 1971
  - Spelare: Bedřich Brunclík, Jiří Bubla, Josef Černý, Richard Farda, Jan Havel, Ivan Hlinka, Jiří Holeček, Jiří Holík, Josef Horešovský, Jiří Kochta, Oldřich Machač, Vladimír Martinec, Václav Nedomanský, Eduard Novák, František Panchártek, František Pospíšil, Marcel Sakač, Bohuslav Šťastný, Jan Suchý, Rudolf Tajcnár;
  - Tränare: Vladimír Kostka, Jaroslav Pitner.[60]
- 1972
  - Spelare: Vladimír Bednář, Jiří Bubla, Vladimír Dzurilla, Richard Farda, Július Haas, Ivan Hlinka, Jiří Holeček, Jaroslav Holík, Jiří Holík, Josef Horešovský, Jan Klapáč, Jiří Kochta, Milan Kužela, Oldřich Machač, Vladimír Martinec, Václav Nedomanský, Josef Paleček, František Pospíšil, Bohuslav Šťastný, Rudolf Tajcnár;
  - Tränare: Vladimír Kostka, Jaroslav Pitner.[61]
- 1976
  - Spelare: Jiří Bubla, František Černík, Milan Chalupa, Miroslav Dvořák, Vladimír Dzurilla, Ivan Hlinka, Jiří Holeček, Jiří Holík, František Kaberle, Milan Kajkl, Oldřich Machač, Vladimír Martinec, Eduard Novák, Jiří Novák, Milan Nový, František Pospíšil, Jaroslav Pouzar, Bohuslav Šťastný, Marián Šťastný, Peter Šťastný;
  - Tränare: Karel Gut, Ján Starší.[62]
- 1977
  - Spelare: Jiří Bubla, Milan Chalupa, Miroslav Dvořák, Vladimír Dzurilla, Bohuslav Ebermann, Ivan Hlinka, Jiří Holeček, Jiří Holík, František Kaberle, Milan Kajkl, Vincent Lukáč, Oldřich Machač, Vladimír Martinec, Eduard Novák, Jiří Novák, Milan Nový, František Pospíšil, Jaroslav Pouzar, Marián Šťastný, Peter Šťastný;[63]
  - Tränare: Karel Gut, Ján Starší.

### Tyskland
- 1930
  - Spelare: Rudolf Ball, Alfred Heinrich, Erich Herker, Gustav Jaenecke, Franz Kreisel, Günther Kummetz, Walter Leinweber, Erich Römer, Martin Schröttle, Marquard Slevogt;
  - Tränare: Erich Römer[64]
- 1934
  - Spelare: Werner George, Gustav Jaenecke, Theo Kaufmann, Roman Kessler, Werner Korff, Alois Kuhn, Hans Lang, Walter Leinweber, Horst Orbanowski, Erich Römer, Georg Strobel, Joachim von Bethmann-Hollweg;
  - Tränare: Erich Römer[65]

### Österrike
- 1927
  - Spelare: Herbert Brück, Walter Brück, Jacques Dietrichstein, Josef Göbl, Ulrich Lederer, Alfred Revi, Walter Sell, Reginald Spevak, Johann Tatzer, Herman Weiß, Kurt Wollinger;
  - Tränare: Gordon Dempsey[66]
- 1931
  - Spelare: Herbert Brück, Friedrich Demmer, Jacques Dietrichstein, Anton Emhardt, Josef Göbl, Bruno Kahane, Karl Kirchberger, Ulrich Lederer, Walter Sell, Johann Tatzer, Hans von Trauttenberg, Hermann Weiß;
  - Tränare: Hans Weinberger[67]

### Fotnoter
1. ↑  Małolepszy, Tomasz (2013) (på engelska). European Ice Hockey Championship Results Since 1910. Lanham: The Scarecrow Press. sid. 149. ISBN 978-0-8108-8781-7
2. ↑  Małolepszy, Tomasz (2013) (på engelska). European Ice Hockey Championship Results Since 1910. Lanham: The Scarecrow Press. sid. 151. ISBN 978-0-8108-8781-7
3. ↑  Małolepszy, Tomasz (2013) (på engelska). European Ice Hockey Championship Results Since 1910. Lanham: The Scarecrow Press. sid. 153. ISBN 978-0-8108-8781-7
4. ↑  Małolepszy, Tomasz (2013) (på engelska). European Ice Hockey Championship Results Since 1910. Lanham: The Scarecrow Press. sid. 155. ISBN 978-0-8108-8781-7
5. ↑  Małolepszy, Tomasz (2013) (på engelska). European Ice Hockey Championship Results Since 1910. Lanham: The Scarecrow Press. sid. 158. ISBN 978-0-8108-8781-7
6. ↑  Małolepszy, Tomasz (2013) (på engelska). European Ice Hockey Championship Results Since 1910. Lanham: The Scarecrow Press. sid. 7. ISBN 978-0-8108-8781-7
7. ↑  Diamond, Dan (1998). Total Hockey: The Official Encyclopedia of the National Hockey League (2:a upplagan). Kingston, Ontario: Total Sports. sid. 482. ISBN 1-892129-85-X
8. ↑  Małolepszy, Tomasz (2013) (på engelska). European Ice Hockey Championship Results Since 1910. Lanham: The Scarecrow Press. sid. 6. ISBN 978-0-8108-8781-7
9. ↑  Małolepszy, Tomasz (2013) (på engelska). European Ice Hockey Championship Results Since 1910. Lanham: The Scarecrow Press. sid. 8. ISBN 978-0-8108-8781-7
10. ↑  Małolepszy, Tomasz (2013) (på engelska). European Ice Hockey Championship Results Since 1910. Lanham: The Scarecrow Press. sid. 12. ISBN 978-0-8108-8781-7
11. ↑  Małolepszy, Tomasz (2013) (på engelska). European Ice Hockey Championship Results Since 1910. Lanham: The Scarecrow Press. sid. 16. ISBN 978-0-8108-8781-7
12. ↑  Małolepszy, Tomasz (2013) (på engelska). European Ice Hockey Championship Results Since 1910. Lanham: The Scarecrow Press. sid. 39. ISBN 978-0-8108-8781-7
13. ↑  Małolepszy, Tomasz (2013) (på engelska). European Ice Hockey Championship Results Since 1910. Lanham: The Scarecrow Press. sid. 6–8. ISBN 978-0-8108-8781-7
14. ↑  Małolepszy, Tomasz (2013) (på engelska). European Ice Hockey Championship Results Since 1910. Lanham: The Scarecrow Press. sid. 54. ISBN 978-0-8108-8781-7
15. ↑  Małolepszy, Tomasz (2013) (på engelska). European Ice Hockey Championship Results Since 1910. Lanham: The Scarecrow Press. sid. 63. ISBN 978-0-8108-8781-7
16. ↑  Małolepszy, Tomasz (2013) (på engelska). European Ice Hockey Championship Results Since 1910. Lanham: The Scarecrow Press. sid. 70. ISBN 978-0-8108-8781-7
17. ↑  Małolepszy, Tomasz (2013) (på engelska). European Ice Hockey Championship Results Since 1910. Lanham: The Scarecrow Press. sid. 72. ISBN 978-0-8108-8781-7
18. ↑  Małolepszy, Tomasz (2013) (på engelska). European Ice Hockey Championship Results Since 1910. Lanham: The Scarecrow Press. sid. 74. ISBN 978-0-8108-8781-7
19. ↑  Małolepszy, Tomasz (2013) (på engelska). European Ice Hockey Championship Results Since 1910. Lanham: The Scarecrow Press. sid. 78. ISBN 978-0-8108-8781-7
20. ↑  Małolepszy, Tomasz (2013) (på engelska). European Ice Hockey Championship Results Since 1910. Lanham: The Scarecrow Press. sid. 81. ISBN 978-0-8108-8781-7
21. ↑  Małolepszy, Tomasz (2013) (på engelska). European Ice Hockey Championship Results Since 1910. Lanham: The Scarecrow Press. sid. 84. ISBN 978-0-8108-8781-7
22. ↑  Małolepszy, Tomasz (2013) (på engelska). European Ice Hockey Championship Results Since 1910. Lanham: The Scarecrow Press. sid. 89. ISBN 978-0-8108-8781-7
23. ↑  Małolepszy, Tomasz (2013) (på engelska). European Ice Hockey Championship Results Since 1910. Lanham: The Scarecrow Press. sid. 91. ISBN 978-0-8108-8781-7
24. ↑  Małolepszy, Tomasz (2013) (på engelska). European Ice Hockey Championship Results Since 1910. Lanham: The Scarecrow Press. sid. 93. ISBN 978-0-8108-8781-7
25. ↑  Małolepszy, Tomasz (2013) (på engelska). European Ice Hockey Championship Results Since 1910. Lanham: The Scarecrow Press. sid. 94. ISBN 978-0-8108-8781-7
26. ↑  Małolepszy, Tomasz (2013) (på engelska). European Ice Hockey Championship Results Since 1910. Lanham: The Scarecrow Press. sid. 94. ISBN 978-0-8108-8781-7
27. ↑  Małolepszy, Tomasz (2013) (på engelska). European Ice Hockey Championship Results Since 1910. Lanham: The Scarecrow Press. sid. 96. ISBN 978-0-8108-8781-7
28. ↑  Małolepszy, Tomasz (2013) (på engelska). European Ice Hockey Championship Results Since 1910. Lanham: The Scarecrow Press. sid. 98. ISBN 978-0-8108-8781-7
29. ↑  Małolepszy, Tomasz (2013) (på engelska). European Ice Hockey Championship Results Since 1910. Lanham: The Scarecrow Press. sid. 101. ISBN 978-0-8108-8781-7
30. ↑  Małolepszy, Tomasz (2013) (på engelska). European Ice Hockey Championship Results Since 1910. Lanham: The Scarecrow Press. sid. 107. ISBN 978-0-8108-8781-7
31. ↑  Małolepszy, Tomasz (2013) (på engelska). European Ice Hockey Championship Results Since 1910. Lanham: The Scarecrow Press. sid. 109. ISBN 978-0-8108-8781-7
32. ↑  Małolepszy, Tomasz (2013) (på engelska). European Ice Hockey Championship Results Since 1910. Lanham: The Scarecrow Press. sid. 111. ISBN 978-0-8108-8781-7
33. ↑  Małolepszy, Tomasz (2013) (på engelska). European Ice Hockey Championship Results Since 1910. Lanham: The Scarecrow Press. sid. 118. ISBN 978-0-8108-8781-7
34. ↑  Małolepszy, Tomasz (2013) (på engelska). European Ice Hockey Championship Results Since 1910. Lanham: The Scarecrow Press. sid. 121. ISBN 978-0-8108-8781-7
35. ↑  Małolepszy, Tomasz (2013) (på engelska). European Ice Hockey Championship Results Since 1910. Lanham: The Scarecrow Press. sid. 124. ISBN 978-0-8108-8781-7
36. ↑  Małolepszy, Tomasz (2013) (på engelska). European Ice Hockey Championship Results Since 1910. Lanham: The Scarecrow Press. sid. 126. ISBN 978-0-8108-8781-7
37. ↑  Małolepszy, Tomasz (2013) (på engelska). European Ice Hockey Championship Results Since 1910. Lanham: The Scarecrow Press. sid. 129. ISBN 978-0-8108-8781-7
38. ↑  Małolepszy, Tomasz (2013) (på engelska). European Ice Hockey Championship Results Since 1910. Lanham: The Scarecrow Press. sid. 132. ISBN 978-0-8108-8781-7
39. ↑  Małolepszy, Tomasz (2013) (på engelska). European Ice Hockey Championship Results Since 1910. Lanham: The Scarecrow Press. sid. 134. ISBN 978-0-8108-8781-7
40. ↑  Małolepszy, Tomasz (2013) (på engelska). European Ice Hockey Championship Results Since 1910. Lanham: The Scarecrow Press. sid. 137. ISBN 978-0-8108-8781-7
41. ↑  Małolepszy, Tomasz (2013) (på engelska). European Ice Hockey Championship Results Since 1910. Lanham: The Scarecrow Press. sid. 140. ISBN 978-0-8108-8781-7
42. ↑  Małolepszy, Tomasz (2013) (på engelska). European Ice Hockey Championship Results Since 1910. Lanham: The Scarecrow Press. sid. 145. ISBN 978-0-8108-8781-7
43. ↑  ”Wintersport” (på tyska). Norddeutsche allgemeine Zeitung. 12 januari 1910. sid. 9. https://dfg-viewer.de/show/?set%5Bimage%5D=12&set%5Bzoom%5D=default&set%5Bmets%5D=https%3A%2F%2Fcontent.staatsbibliothek-berlin.de%2Fzefys%2FSNP28028685-19100112-0-0-0-0.xml. Läst 26 mars 2025.
44. ↑  ”Championnats d'Europe 1910” (på franska). hockeyarchives.info. https://www.hockeyarchives.info/Euro1910.htm. Läst 25 mars 2025.
45. ↑  Małolepszy, Tomasz (2013) (på engelska). European Ice Hockey Championship Results Since 1910. Lanham: The Scarecrow Press. sid. 6. ISBN 978-0-8108-8781-7
46. ↑  Małolepszy, Tomasz (2013) (på engelska). European Ice Hockey Championship Results Since 1910. Lanham: The Scarecrow Press. sid. 42. ISBN 978-0-8108-8781-7
47. ↑  Małolepszy, Tomasz (2013) (på engelska). European Ice Hockey Championship Results Since 1910. Lanham: The Scarecrow Press. sid. 46. ISBN 978-0-8108-8781-7
48. ↑  Małolepszy, Tomasz (2013) (på engelska). European Ice Hockey Championship Results Since 1910. Lanham: The Scarecrow Press. sid. 49. ISBN 978-0-8108-8781-7
49. 1 2 3 4 5 6 7 8 9 10  Edlund Patrick, red (2023). Svenska Ishockeyförbundet 1922-2022: ishockey i hundra år Jubileumsbok. "del 2" (Första upplagan). [Johanneshov]: Svenska Ishockeyförbundet. sid. 285. Libris zfjbwhgwwmc3stds. ISBN 9789175423500
50. ↑  Małolepszy, Tomasz (2013) (på engelska). European Ice Hockey Championship Results Since 1910. Lanham: The Scarecrow Press. sid. 19. ISBN 978-0-8108-8781-7
51. ↑  Małolepszy, Tomasz (2013) (på engelska). European Ice Hockey Championship Results Since 1910. Lanham: The Scarecrow Press. sid. 27. ISBN 978-0-8108-8781-7
52. ↑  Małolepszy, Tomasz (2013) (på engelska). European Ice Hockey Championship Results Since 1910. Lanham: The Scarecrow Press. sid. 9. ISBN 978-0-8108-8781-7
53. ↑  Małolepszy, Tomasz (2013) (på engelska). European Ice Hockey Championship Results Since 1910. Lanham: The Scarecrow Press. sid. 13. ISBN 978-0-8108-8781-7
54. ↑  Małolepszy, Tomasz (2013) (på engelska). European Ice Hockey Championship Results Since 1910. Lanham: The Scarecrow Press. sid. 21. ISBN 978-0-8108-8781-7
55. ↑  Małolepszy, Tomasz (2013) (på engelska). European Ice Hockey Championship Results Since 1910. Lanham: The Scarecrow Press. sid. 30. ISBN 978-0-8108-8781-7
56. ↑  Małolepszy, Tomasz (2013) (på engelska). European Ice Hockey Championship Results Since 1910. Lanham: The Scarecrow Press. sid. 55. ISBN 978-0-8108-8781-7
57. ↑  Małolepszy, Tomasz (2013) (på engelska). European Ice Hockey Championship Results Since 1910. Lanham: The Scarecrow Press. sid. 57. ISBN 978-0-8108-8781-7
58. ↑  Małolepszy, Tomasz (2013) (på engelska). European Ice Hockey Championship Results Since 1910. Lanham: The Scarecrow Press. sid. 60. ISBN 978-0-8108-8781-7
59. ↑  Małolepszy, Tomasz (2013) (på engelska). European Ice Hockey Championship Results Since 1910. Lanham: The Scarecrow Press. sid. 86. ISBN 978-0-8108-8781-7
60. ↑  Małolepszy, Tomasz (2013) (på engelska). European Ice Hockey Championship Results Since 1910. Lanham: The Scarecrow Press. sid. 103. ISBN 978-0-8108-8781-7
61. ↑  Małolepszy, Tomasz (2013) (på engelska). European Ice Hockey Championship Results Since 1910. Lanham: The Scarecrow Press. sid. 105. ISBN 978-0-8108-8781-7
62. ↑  Małolepszy, Tomasz (2013) (på engelska). European Ice Hockey Championship Results Since 1910. Lanham: The Scarecrow Press. sid. 113. ISBN 978-0-8108-8781-7
63. ↑  Małolepszy, Tomasz (2013) (på engelska). European Ice Hockey Championship Results Since 1910. Lanham: The Scarecrow Press. sid. 116. ISBN 978-0-8108-8781-7
64. ↑  Małolepszy, Tomasz (2013) (på engelska). European Ice Hockey Championship Results Since 1910. Lanham: The Scarecrow Press. sid. 23. ISBN 978-0-8108-8781-7
65. ↑  Małolepszy, Tomasz (2013) (på engelska). European Ice Hockey Championship Results Since 1910. Lanham: The Scarecrow Press. sid. 34. ISBN 978-0-8108-8781-7
66. ↑  Małolepszy, Tomasz (2013) (på engelska). European Ice Hockey Championship Results Since 1910. Lanham: The Scarecrow Press. sid. 17. ISBN 978-0-8108-8781-7
67. ↑  Małolepszy, Tomasz (2013) (på engelska). European Ice Hockey Championship Results Since 1910. Lanham: The Scarecrow Press. sid. 25. ISBN 978-0-8108-8781-7